# Alba Carrillo Marín
Alba Carrillo Marín (* 6. März 1996 in Murcia) ist eine spanische Tennisspielerin.

## Karriere
Carrillo Marín begann mit sechs Jahren das Tennisspielen und spielt vor allem auf der ITF Women’s World Tennis Tour, wo sie bislang drei Titel im Einzel und acht im Doppel gewinnen konnte.
In der deutschen Tennis-Bundesliga spielt sie 2021 für den Marienburger SC in der 1. Bundesliga.
Ihr bislang letztes internationale Turnier spielte Carrillo Marín im Januar 2022. Sie wird daher nicht mehr in der Weltrangliste geführt.

## Turniersiege

### Einzel
| Nr. | Datum              | Turnier         | Kategorie   | Belag     | Finalgegnerin        | Ergebnis      |
| --- | ------------------ | --------------- | ----------- | --------- | -------------------- | ------------- |
| 1.  | 11. September 2016 | Ponta Delgada   | ITF $10.000 | Hartplatz | Ioana Loredana Roșca | 6:3, 3:6, 6:3 |
| 2.  | 24. Juni 2018      | Amarante        | ITF $15.000 | Hartplatz | Cristina Ene         | 6:3, 6:2      |
| 3.  | 2. Juni 2019       | Montemor-o-Novo | ITF W15     | Hartplatz | Francisca Jorge      | 6:0, 4:6, 6:3 |

### Doppel
| Nr. | Datum             | Turnier    | Kategorie   | Belag     | Partnerin              | Finalgegnerinnen                        | Ergebnis           |
| --- | ----------------- | ---------- | ----------- | --------- | ---------------------- | --------------------------------------- | ------------------ |
| 1.  | 8. Juli 2017      | Amarante   | ITF $15.000 | Hartplatz | Inês Murta             | Maria Masini Olga Parres Azcoitia       | 7:65, 3:6, [13:11] |
| 2.  | 7. Oktober 2017   | Lissabon   | ITF $15.000 | Hartplatz | Inês Murta             | Karolína Beránková Adrienn Nagy         | 4:6, 6:1, [10:4]   |
| 3.  | 23. Juni 2018     | Amarante   | ITF $15.000 | Hartplatz | Inês Murta             | Karola Patricia Bejenaru Daniella Silva | 6:4, 6:2           |
| 4.  | 25. August 2018   | Caslano    | ITF $15.000 | Sand      | Noelia Zeballos Melgar | Natasha Piludu Maya Tahan               | 6:4, 6:4           |
| 5.  | 25. Mai 2019      | Cantanhede | ITF W15     | Teppich   | Noelia Zeballos Melgar | Francisca Jorge Anna Ureke              | 6:3, 4:6, [10:6]   |
| 6.  | 20. Juli 2019     | Don Benito | ITF W15     | Teppich   | Emilie Lindh Gallagher | Karolína Beránková Georgia Drummy       | 6:4, 7:5           |
| 7.  | 23. November 2019 | Iraklio    | ITF W15     | Sand      | Celia Cerviño Ruiz     | Claudia Hoste Ferrer Polina Leikina     | 7:66, 6:1          |
| 8.  | 13. Februar 2021  | Villena    | ITF W15     | Hartplatz | Ángela Fita Boluda     | Eva Vedder Stéphanie Visscher           | 7:5, 7:5           |